# Telespiza ultima
La palila de Nihoa (Telespiza ultima) es una especie de ave paseriforme de la familia Fringillidae endémica de Hawái, más concretamente de la isla de Nihoa. Está en grave peligro de extinción. 

## Descripción y comportamiento
Es un fringílido de tamaño mediano, de unos 17 cm. El macho tiene el pecho y la cabeza amarillos; y el vientre blanquecino. Su espalda está veteado en pardo, y la cola también negra en el centro y amarilla en los laterales. En la hembra y los ejemplares jóvenes el plumaje está veteado en pardo con fondo blanquecino.
Se parece a la palila de Laysan pero de menor tamaño y más claro.
Se alimenta de semillas, otras partes de las plantas, invertebrados y huevos.

## Hábitat y estado de conservación
Parece ser que además de en Nihoa, también se distribuía por la isla de Molokai, pero desapareció de allí en tiempos prehistóricos. Dentro de Nihoa se encuentra en las zonas de matorral bajo y pastizal.
Su población se estima entre 2.000 y 3.500 ejemplares (datos de 2007). Las razones de su delicada situación de conservación son en buena medida las especies introducidas, es especial el saltamontes Schistocerca nitens, que acaba con la vegetación. También debido a sus muy limitadas distribución y población, los sucesos estocásticos como sequías, tormentas e incendios son graves amenazas.